# William Platt

La campagne d'Érythrée

William Platt (14 juin 1885, Brooklands (en) - 28 septembre 1975, Londres) est un officier britannique.
Il combat durant la Première Guerre mondiale en France et en Belgique.
Du 11 novembre 1938 au 4 octobre 1941, il commande les troupes britanniques au Soudan. À ce titre, il dirige la campagne d'Érythrée durant laquelle les Britanniques envahissent l'Afrique orientale italienne. Il remporte notamment la victoire de Keren en mars 1941. Du 5 décembre 1942 à 1945, il est commandant en chef des troupes britanniques en Afrique de l'Est.

## Source
- Site sur les officiers britanniques de la Seconde Guerre mondiale